# Беткав-Аген
Бетка́в-Аге́н (фр. Betcave-Aguin) — коммуна во Франции, находится в регионе Юг — Пиренеи. Департамент — Жер. Входит в состав кантона Ломбес. Округ коммуны — Ош.
Код INSEE коммуны — 32048.

## География
Коммуна расположена приблизительно в 620 км к югу от Парижа, в 65 км западнее Тулузы, в 25 км к югу от Оша.

## Климат
Климат умеренно-океанический. Лето жаркое и немного дождливое, температура часто превышает 35 °С. Зимой часто бывает отрицательная температура и ночные заморозки. Годовое количество осадков — 700—900 мм.

## Население
Население коммуны на 2010 год составляло 96 человек.
| 1962 | 1968 | 1975 | 1982 | 1990 | 1999 | 2010 |
| ---- | ---- | ---- | ---- | ---- | ---- | ---- |
| 107  | 92   | 81   | 73   | 73   | 80   | 96   |

## Администрация
| Период | Период | Фамилия   | Партия                  | Примечания |
| ------ | ------ | --------- | ----------------------- | ---------- |
| 2001   | 2020   | Жак Серен | Социалистическая партия |            |

## Экономика
В 2010 году среди 56 человек трудоспособного возраста (15-64 лет) 39 были экономически активными, 17 — неактивными (показатель активности — 69,6 %, в 1999 году было 74,4 %). Из 39 активных жителей работали 33 человека (18 мужчин и 15 женщин), безработных было 6 (5 мужчин и 1 женщина). Среди 17 неактивных 4 человека были учениками или студентами, 8 — пенсионерами, 5 были неактивными по другим причинам.